# 林伍德 (內布拉斯加州)
林伍德（英語：Linwood）是位於美國內布拉斯加州巴特勒縣的村。

## 人口
根據2020年美國人口普查的數據，林伍德的面積為0.98平方千米，皆為陸地。當地共有人口94人，而人口密度為每平方千米96人。